# Scared of the Moon
«Scared of the Moon» (en ingles: Asustada de la Luna) es una canción escrita por el cantante estadounidense Michael Jackson en colaboración con Buz Kohan. Fue grabada entre 1984 a 1985 durante las sesiones de grabación de material adicional que Jackson desarrolló después de Thriller. La canción permaneció inédita hasta su inclusión en la caja recopilatoria Michael Jackson: The Ultimate Collection, publicada el 16 de noviembre de 2004, y posteriormente en The Ultimate Fan Extras Collection, publicado el 24 de junio de 2013. Explora temas de vulnerabilidad y miedo infantil, y ha sido descrita como una de las baladas más personales y de Jackson.

## Historia, contexto y grabación
Se informó que la amiga de Jackson, la actriz Brooke Shields, le había contado una historia a principios y mediados de los 80 que inspiró el concepto de la canción. Posteriormente, Jackson trabajó con el compositor Buz Kohan para materializar ese concepto. Uno de los colaboradores de Jackson, Matt Forger, recuerda haber trabajado en la demo original de Scared of the Moon, en Westlake Studios. Según el coguionista Kohan, esas sesiones tuvieron lugar entre 1984 a 1985. Otro de los colaboradores de estudio de Jackson, el director técnico Brad Sundberg, rememora la sencillez de la demo original.

Solo hicieron los coros, la voz principal y el piano. Eso fue todo.

Con la voz y el piano grabados, Sundberg recuerda que Forger cometió un error inocente:

Matt [Forger] rompió la regla número uno que nunca se debe romper: le dio a Michael la cinta maestra. Y si le entregas algo a Michael Jackson, lo mejor es que lo tires al mar porque nunca más lo volverás a ver.

Poco tiempo después de grabar la voz de Jackson, Forger recibió una llamada telefónica de un ingeniero de Evergreen Studios. Fue allí donde se hizo evidente el inocente error de Forger.

El ingeniero estaba en Evergreen, llamó a Matt y le dijo: Oye, tengo una sesión de Michael Jackson para 'Scared Of The Moon'. Michael está aquí... los músicos de cuerda están aquí... pero no tenemos una cinta. ¿Puedes pasar la cinta? Y Matt le respondió: No tengo la cinta... ¡Se la di a Michael!

Así estuvieron de un lado a otro, tratando de encontrar una solución. Afortunadamente, Forger aún tenía una copia en casete de la mezcla de la sesión de demostración original, así que llevó la cinta a Evergreen. No era el multipista original, pero era algo. Luego, el ingeniero de Evergreen transfirió el audio del casete a una nueva sesión multipista, grabó las cuerdas en esa misma multipista y luego lo mezcló todo junto.

Desde el punto de vista de un ingeniero de sonido, eso es romper todas las reglas del libro. No se puede sacar una voz de un casete y luego ponerla de nuevo en un multipista y que siga sonando tan bien.

Posteriormente comenta:

Le dije a Matt que era pura genialidad. Es absolutamente increíble que funcionara porque esa era la voz original. Era simplemente una canción cursi y tierna que Michael quería hacer. Y hicimos docenas de ellas. Hacíamos muchos fragmentos pequeños en los que Michael tenía una idea y hacíamos una demostración. Pero la forma en que surgió Scared of the Moon, técnicamente, no debería haber funcionado, pero funciona. Fue como el pequeño motor que podía. ¡Es la pequeña canción que podía!

Al final, Scared of the Moon no llegó a la versión final de Bad y permaneció inédita durante casi dos décadas. Sin embargo, la canción resurgió durante las sesiones de colaboración para el último álbum de estudio de Jackson.

Hay cosas que se le quedaron grabadas en la mente. A veces escribe canciones nuevas y a veces quiere rescatar algo del pasado que sabe que es una joya sin pulir… Recuerdo que trabajamos un poco en Scared of the Moon para el álbum Invincible.
Michael Prince

Prince continúa:

Recuerdo que Steve Porcaro, de la banda Toto, bromeaba: ¿Otra vez esa canción?. Es muy gracioso porque nunca la había escuchado antes. Pero esa es la manera de hacer las cosas de Michael: siempre retomaba sus temas favoritos. Decía: ¿Por qué no incluimos esto en nuestro último álbum? Escuchémoslo de nuevo. ¿Podemos hacerlo mejor?. A veces aparece en el álbum y a veces no.

Al igual que con el álbum Bad, Scared of the Moon no fue seleccionada para Invincible, que se lanzó el 30 de octubre de 2001.
Pero luego, en noviembre de 2004, Sony Music lanzó The Ultimate Collection, un box set que abarca toda la carrera de Jackson, compuesto tanto de material publicado como inédito. Scared of the Moon estaba incluido en ese box set. A pesar de que el demo había sido lanzado oficialmente en The Ultimate Collection, Jackson todavía no había terminado con Scared of the Moon. La canción, junto con muchas otras de diferentes épocas de la carrera de Jackson, fue citada en una lista de cosas musicales por hacer que la estrella del pop había escrito en 2009. La nota escrita a mano detalla los títulos de 28 canciones que Jackson esperaba terminar. Esa nota en particular fue pegada en la pared del dormitorio de la estrella del pop en el momento de su muerte en 2009, veinticuatro años después de que se grabara por primera vez Scared of the Moon.

## Letra y temática
La letra de Scared of the Moon describe a una niña que teme la presencia de la luna, que se utiliza como una metáfora para simbolizar miedos profundos y persistentes. La canción ha sido interpretada como una representación de los propios temores de Jackson hacia la fama y la exposición pública. Según el crítico musical Joseph Vogel, esta obra demuestra la capacidad de Jackson para comunicar emociones humanas complejas y vulnerables, algo que rara vez se exploraba en su trabajo anterior. La estructura de la canción se basa en un piano y una orquestación suave, lo que permite que la voz de Jackson se destaque y exprese la vulnerabilidad que transmite la letra.

## Composición y arreglos
La canción utiliza una línea de piano melancólica y un arreglo orquestal sutil que acompañan la interpretación emotiva de Jackson. El productor y amigo de Jackson, Bruce Swedien, fue responsable de capturar el tono íntimo de la grabación, destacando la importancia de cada nota y de la respiración en la interpretación vocal.Scared of the Moon es una balada en fa mayor, considerada una de las mejores tonalidades para una canción de balada y relajante, como lo es Scared of the Moon. La canción cuenta con un tempo normal de 120 pulsaciones por minuto, con un medio-tempo de 60 latidos y un doble-tempo de 240 pulsaciones. La canción tiene varias características: una energía de 18%, bailabilidad de 42%, positividad de 19%, una habla de 3%, una vivacidad de 17%, y una acusticidad de 84%.La canción se compone principalmente de géneros como la balada, el pop, el soul y el Adult Contemporary. Sin embargo, también presenta una variedad de matices adicionales que enriquecen su textura musical. Entre estos se incluyen el soft rock, con su enfoque melódico y relajado, y el smooth jazz, que aporta una sofisticación sutil. Además, incorpora elementos de synthpop, donde los sintetizadores añaden un toque moderno. El estilo Easy Listening hace que la canción sea accesible y agradable, mientras que el pop orquestal introduce una profundidad instrumental significativa.
Asimismo, se pueden identificar influencias de blue-eyed soul (género que Michael no usaba desde su quinto álbum de estudio, Forever, Michael)[cita requerida], que resuenan con la interpretación emocional de Michael. El contemporary pop y el rock fusiona lo moderno con lo tradicional, mientras que el art pop destaca por su sofisticación artística. La presencia del singer-songwriter otorga un carácter personal e íntimo. En el ámbito del adulto pop, la canción se presenta madura y refinada. Es uno de los temas más simples de Jackson (junto con otra canción extremadamente similar, Someone in the Dark), usa un poco de piano con cuerdas y sintetizadores.

## Recepción crítica
Aunque Scared of the Moon fue lanzada oficialmente dos décadas después de su grabación, los críticos la elogiaron como una obra subestimada que revela la faceta más sensible de Jackson. Rolling Stone comentó que la canción es un viaje a las emociones más privadas de Jackson, más allá de su imagen pública, mientras que la revista Billboard destacó su honestidad y la habilidad de Jackson para explorar temas que muchos artistas evitan en favor de melodías comerciales.

## Personal[17]
- Michael Jackson – voz principal, voz secundarias, arreglos vocales, compositor
- Buz Kohan – letrista
- David Paich – piano
- Marty Paich – Areglo de instrumentación
- Mike Riccio, Matt Forger – ingenieros de sonido principales
- Bruce Swedien, Ric Butz – ingenieros de sonido secundarios